# Fatuberlio (Verwaltungsamt)
| \| \| |
|       |

|  |

Fatuberlio (tetum Fatu-Berliu) ist ein osttimoresisches Verwaltungsamt (portugiesisch Posto Administrativo) in der Gemeinde Manufahi. Hauptort des Verwaltungsamts ist Welaluhu im Suco Clacuc.

## Geographie

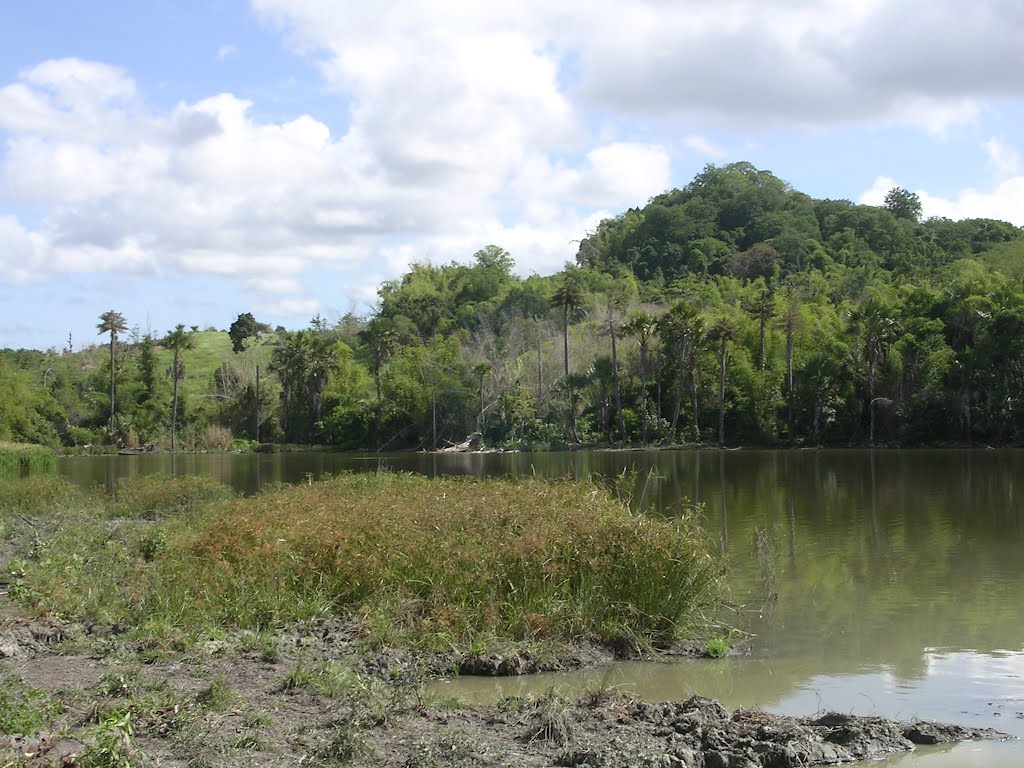
Der See Welada in Clacuc

Bis 2014 wurden die Verwaltungsämter noch als Subdistrikte bezeichnet. Vor der Gebietsreform 2015 hatte Fatuberlio eine Fläche von 375,92 km². Nun sind es 374,98 km².
Das Verwaltungsamt Fatuberlio liegt im Nordosten von Manufahi. Südlich befinden sich die Timorsee und jenseits des Flusses Clerec das Verwaltungsamt Alas, westlich, jenseits des Rio Sui, das Verwaltungsamt Same und nordwestlich das Verwaltungsamt Turiscai. Im Nordosten grenzt Fatuberlio an die Gemeinde Manatuto mit seinen Verwaltungsämtern Laclubar, Soibada und Barique.
Fatuberlio teilt sich in fünf Sucos: Bubussuso (Bubususu, Bubususo), Fatucahi (Fatukahi), Caicassa (Caicasa, Kaikasa), Clacuc (Klakuk) und Fahinehan (ehemals Talinehar).
Im Süden des Verwaltungsamts liegen mehrere Seen, die Teil der Important Bird Area des Clerec sind. Dazu gehören der Welada, der Modomahia, der Wetenas, der Lamussa, der Uebete, der Uecoceo und der Ueharis.

Klimadaten
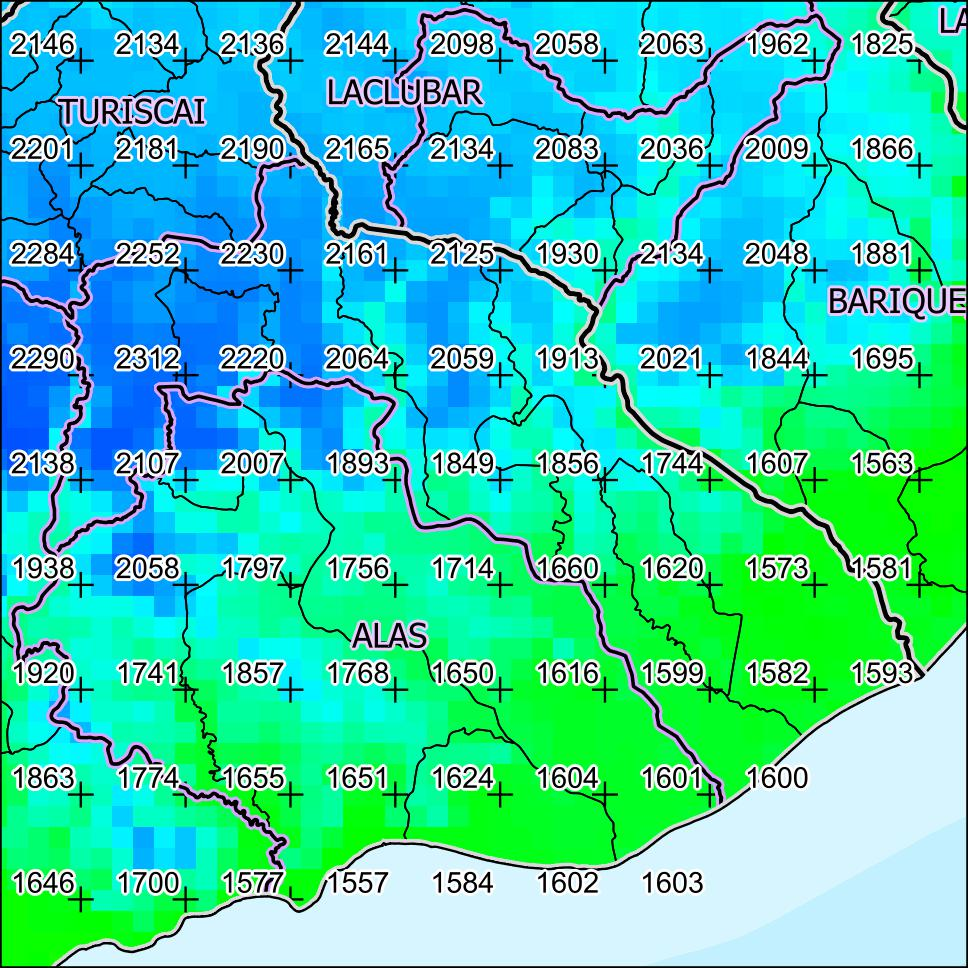
Jährliche Niederschlagsmenge (2000)
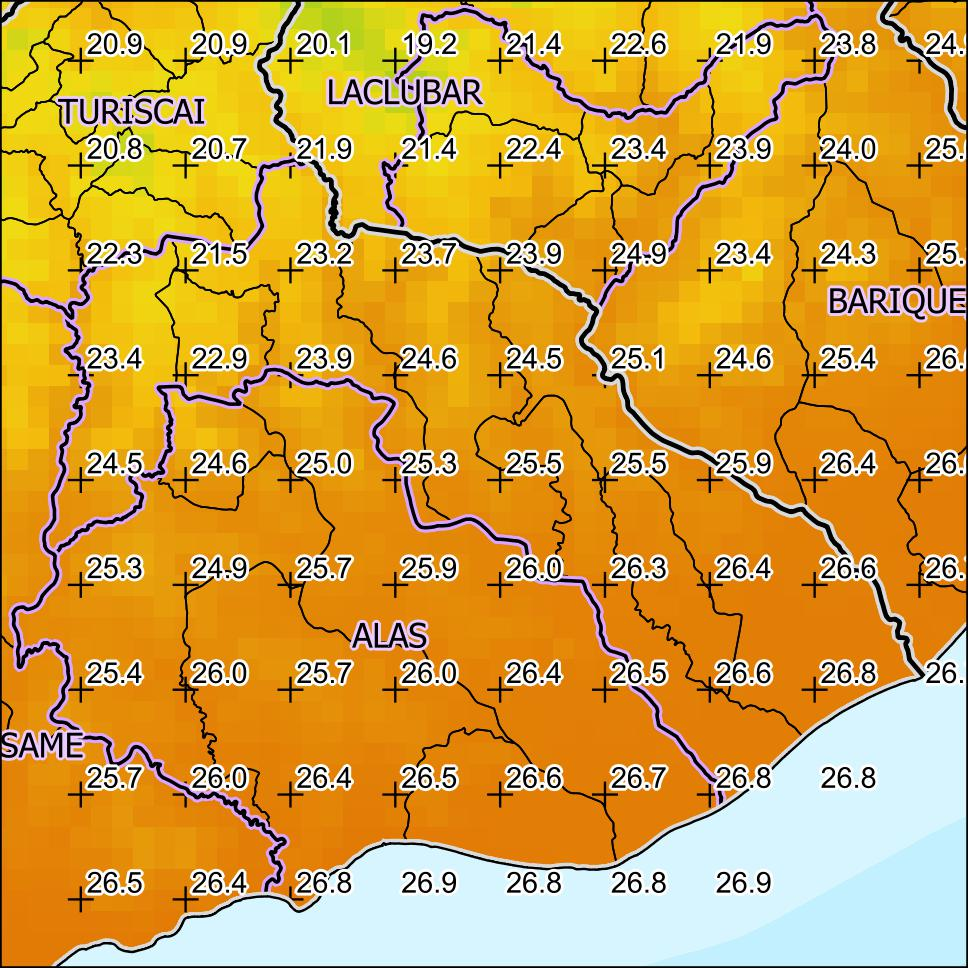
Jahresdurchschnitts-temperatur (2000)

## Einwohner
Fatuberlio hat 8.490 Einwohner (2022), davon sind 4.443 Männer und 4.047 Frauen. Im Verwaltungsamt gibt es 1.489 Haushalte. Die größte Sprachgruppe bilden die Sprecher des Tetum Terik, eines Dialekts der Amtssprache Tetum. Der Altersdurchschnitt beträgt 18,5 Jahre (2010, 2004: 17,2 Jahre).

## Geschichte

Bibissousso auf einer Karte Timors aus dem 18. Jahrhundert

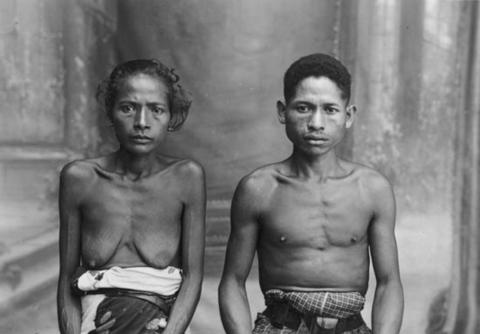
„Ein Paar von Tetum-Sprechern aus Fatuberlio“, Álbum Fontoura, vor 1940

Bubussuso war eines der traditionellen Reiche Timors, die von einem Liurai regiert wurden. Es erscheint auf einer Liste als Bibissuço von Afonso de Castro, einem ehemaligen Gouverneur von Portugiesisch-Timor, der im Jahre 1868 47 Reiche aufführte.
Von Kicras, im Süden von Fatuberlio, aus wurde im Zweiten Weltkrieg ein Großteil der letzten australischen Soldaten auf Timor in der Nacht vom 9. zum 10. Januar zusammen mit 50 Portugiesen vom Zerstörer HMAS Arunta evakuiert.
Der Ort Fatuberlio war 1976 ein Rückzugsgebiet der FALINTIL, die gegen die indonesischen Invasoren kämpfte. Hier gründete sie eine base de apoio, eine Widerstandsbasis, die Zuflucht für Flüchtlinge aus Turiscai, Maubisse, Aileu, Liquiçá und Dili bot.

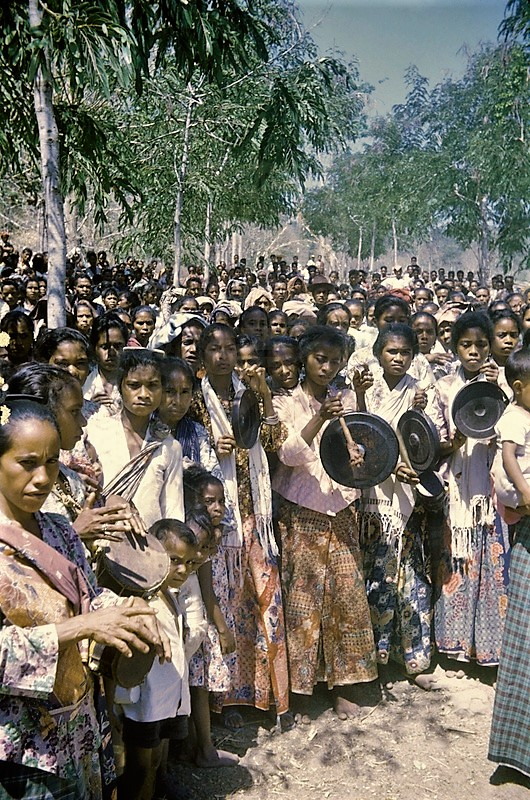
Tänzerinnen in Fatuberlio (1968)

Die Einwohner der Sucos Caicassa, Bubussuso und Fahinehan ergaben sich den Invasoren 1978, nachdem die base de apoio zerstört worden war. Zunächst wurden sie in der Küstenregion Manufahis versammelt, dann in Fahinehan unter der Kontrolle des indonesischen Airborne Infantry Battalion 100. Viele der Zivilisten starben durch den Mangel an Nahrungsmitteln und Medikamenten. In der Umgebung durften die Internierten nur in Begleitung von Soldaten nach Nahrung suchen. Dabei durften sie sich nicht mehr als ein Kilometer vom Lager entfernen. Zwei Männer wurden erschossen, weil sie die Grenze überschritten hatten. Auch im Ort Turiscai wurden Einwohner der drei Sucos interniert.
1981 wurden die Einwohner aus Bubussuso und Fahinehan von den indonesischen Besatzern nach Oeto (Suco Dotik, Subdistrikt Alas) zwangsumgesiedelt, weil sie in Verdacht standen, die FALINTIL weiter mit Nahrungsmitteln zu versorgen. Die Felder wurden von den indonesischen Soldaten niedergebrannt, damit sie nicht der Widerstandsbewegung nutzen konnten. Für die Zwangsumgesiedelten wurde der neue Ort Weberec gegründet. Die Einwohner aus Caicassa wurden in ein Umsiedlungslager in Welaluhu interniert. Da die Menschen aus dem Norden von Fatuberlio als Bergbewohner nur ihre fruchtbaren Felder gewohnt waren, hatten sie Schwierigkeiten im heißen, sumpfigen Flachland, was zu vielen Todesfällen durch Hunger und Malaria führte. Bis 1983 erfolgte die Rücksiedlung in die angestammten Gebiete.
Am 27. Dezember 1998 wurde in Caicassa die pro-indonesische Miliz Besi Merah Putih (BMP) gegründet. Diese Miliz galt als eine der gefürchtetsten in Osttimor während der Unruhen vor und nach dem Unabhängigkeitsreferendum 1999. Sie wird für Brandstiftung, Mord, Folter und Vergewaltigung in hunderten Fällen verantwortlich gemacht.
Ende 2012 besetzten über 1.000 Anhänger der Organisation CPD-RDTL unter der Führung von Generalkoordinator Aitahan Matak eine größere Fläche in Welaluhu, nahe Weberec, die der dortigen Dorfgemeinschaft gehört. Der Administrator des Subdistrikts Fatuberlio Tobias Hornay sprach von 7.000 Mitgliedern der CPD-RDTL, die Organisation selbst von sogar 11.000. Als Anlass wurde das hundertjährige Jubiläum der Rebellion von Manufahi unter dem Liurai Boaventura gewählt. Da sie Macheten und Uniformen trugen, fühlte sich die lokale Bevölkerung von ihnen bedroht und verlangten ihren Abzug. Aitahan Matak verneinte eine kriminelle Handlung. Man wolle hier in einer Kooperative Landwirtschaft betreiben, um Osttimor unabhängig von Importen zu machen. Auch gäbe es keine illegalen Geldsammlungen. Man nehme nur Spenden an, um das Projekt zu finanzieren. Auch bestritt die CPD-RDTL, dass sie Vieh der Einheimischen gestohlen und geschlachtet habe. Die lokale Bevölkerung beklagten, dass deren Felder von der CPD-RDTL besetzt worden wären, während die Organisation von ungenutzten Flächen sprach, die zuvor von den Indonesiern für ihr Umsiedlungsprogramm genutzt wurden und daher nun dem Staat gehörten. Die Regierung konnte das Problem bisher nicht lösen. Staatspräsident Taur Matan Ruak und das Kabinett forderten Premierminister Xanana Gusmão auf, Polizei (PNTL) und Soldaten der Verteidigungskräfte Osttimors (F-FDTL) zu entsenden, um die öffentliche Ordnung aufrechtzuerhalten. Der Oberkommandierende der Armee Lere Anan Timur erklärte, er sehe keine Gefahr durch die CPD-RDTL und glaube auch nicht an Straftaten. Die CPD-RDTL habe es nur versäumt vor der Ansiedlung die lokalen Führer und die Dorfgemeinschaft zu kontaktieren. Mitte März 2013 wurden die verbliebenen 800 CPD-RDTL-Mitglieder von der Polizei von Welaluhu wieder in ihre Heimatdistrikte gebracht. Die Felder wurden lokalen Autoritäten übergeben.

## Politik
Der Administrator des Verwaltungsamts wird von der Zentralregierung in Dili ernannt. 2012 und 2015 wird als Administrator Tobias Ornai angegeben (Stand November 2012 und 2015). 2016 wurde Gil Teofilo Amaral zum Administrator ernannt, der 2020 und am 25. Februar 2022 in seinem Amt bestätigt wurde. Am 9. Januar 2024 wurde Marcelo Amaral zum Administrator ernannt.

## Wirtschaft

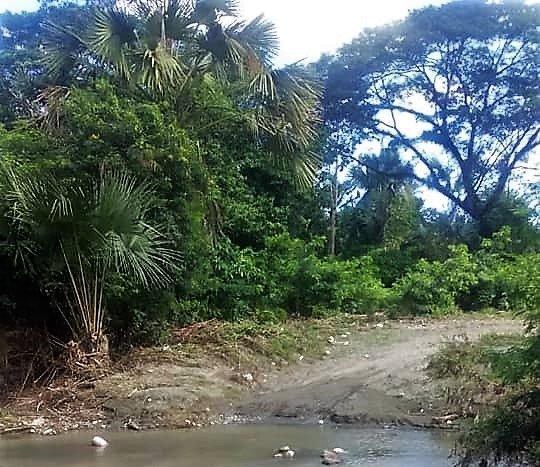
Fatucahi

61 % der Haushalte in Fatuberlio bauen Maniok an, 65 % Mais, 55 % Gemüse, 52 % Kokosnüsse, 48 % Reis und 37 % Kaffee.

## Söhne und Töchter
- Francisco Borja da Costa (1946–1975), Dichter der Nationalhymne
- José António Fatíma Abílio (* 1958), Chef der Zollbehörde Osttimors